# Castiliaanse Burgeroorlog
De Castiliaanse burgeroorlog was een burgeroorlog in Castilië van 1351 en 1369 tussen Peter I en zijn halfbroer Hendrik II. Ook Frankrijk en Engeland - die onderling met elkaar in oorlog waren verwikkeld - raakten betrokken bij het conflict. Hendrik kwam uiteindelijk als winnaar uit de strijd naar voren.
Tot de Castiliaanse burgeroorlog behoorden de volgende veldslagen:
- Beleg van Algeciras (1350)
- Slag bij Nájera (1360)
- Slag bij Inglesmendi (1367)
- Slag bij Nájera (1367)
- Beleg van León (1368)
- Beleg van Toledo (1368-1369)
- Slag bij Montiel (1369)
- Beleg van Sevilla (1369)